# Hakari
Der Hakari (aserbaidschanisch Həkəri; armenisch Հակարի; russisch Акера, Акари, Хакари) ist ein 113 Kilometer langer linker Nebenfluss des Aras, der durch Bergkarabach im Westen Aserbaidschans und ein kurzes Stück entlang der armenischen Grenze verläuft.   
Der Hakari entsteht am Zusammenfluss von Schalua (links) und Hoçaz (rechts), etwa zehn Kilometer nördlich der Stadt Laçın. Von dort fließt er in südlicher Richtung durch den so genannten Latschin-Korridor. Das Flusstal trennt das zum Kleinen Kaukasus gehörende Karabachgebirge im Osten vom Karabach-Hochland (Teil des Armenischen Hochlands) im Westen. Der Hakari passiert Laçın. Er bildet kurz darauf für etwa sechs Kilometer die Grenze zu Armenien. Im Unterlauf vereinigt sich der Hakari mit dem von rechts heranströmenden Worotan. Weitere zehn Kilometer flussabwärts mündet der Hakari schließlich in den zum Khudaferin-Stausee aufgestauten Aras. Das Einzugsgebiet des Hakari umfasst 5650 km². Der Abfluss nahe Laçın liegt bei 22,7 m³/s.